# لي يونغ شين
لي يونغ شين (بالكورية: 박지수)‏ هي ممثلة صوت ومغنية كورية جنوبية، ولدت يوم 27 فبراير 1975 في سول في كوريا الجنوبية.

## روابط خارجية
- لا بيانات لهذه المقالة على ويكي بيانات تخص الفن